# Reinhard Ellger
Reinhard Ellger (* 30. Mai 1953) ist ein deutscher Jurist und Hochschullehrer.

## Leben
Er studierte am Studium generale am Leibniz Kolleg (Studienjahr 1973/74), Rechtswissenschaft an der Universität Tübingen und der Universität Genf (1975–1976) und an der University of Pennsylvania Law School 1978/1979. Nach der Promotion am Fachbereich Rechtswissenschaft der Universität Hamburg 1989 und der Habilitation durch den Fachbereich Rechtswissenschaft in Hamburg 2000 (Lehrbefugnis: Bürgerliches Recht, Handels- und Wirtschaftsrecht, Europarecht, Internationales Privatrecht, Rechtsvergleichung) war er Lehrbeauftragter für Bürgerliches Recht am Fachbereich Rechtswissenschaft, Universität Hamburg von 1999 bis 2000. Er vertrat den Lehrstuhl für Bürgerliches Recht, Handels-, Gesellschafts- und Wirtschaftsrecht der Juristenfakultät der Universität Leipzig im Sommersemester 2001.
Seine Forschungsschwerpunkte sind deutsches und Europäisches Zivil-, Handels- und Wirtschaftsrecht, einschließlich des Internationalen Privatrechts; insbesondere Recht der Informationsgesellschaft; Wirtschaftsrecht der Telekommunikation und der elektronischen Medien, Datenschutzrecht.

## Schriften (Auswahl)
- Der Datenschutz im grenzüberschreitenden Datenverkehr. Eine rechtsvergleichende und kollisionsrechtliche Untersuchung. Baden-Baden 1990, ISBN 3-7890-2012-5.
- als Herausgeber mit Jürgen Basedow, Ulrich Drobnig, Rainer Kulms, Klaus J. Hopt, Hein Kötz und Ernst-Joachim Mestmäcker: Aufbruch nach Europa. 75 Jahre Max-Planck-Institut für Privatrecht. Tübingen 2001, ISBN 3-16-147630-1.
- Bereicherung durch Eingriff. Das Konzept des Zuweisungsgehalts im Spannungsfeld von Ausschließlichkeitsrecht und Wettbewerbsfreiheit. Tübingen 2002, ISBN 3-16-147575-5.
- mit Peggy Valcke und Wouther Hins: Fernsehen im Breitbandkabel. Ein Rechtsvergleich. Die Regulierung in Belgien, Großbritannien, den Niederlanden und den USA . Berlin 2003, ISBN 3-89158-369-9.